# Дао
Дао или тао в Таоизма и Конфуцианството, и въобще в китайската философия е концепция, която се превежда буквално като „път“, „пътека“, „маршрут“, а понякога по-свободно като „доктрина“ и „принцип“ и се използва философски, за да означи фундаменталната или истинска природа на света. Това е активна и холистична концепция, която не е статична или атомична (за разлика от западната онтология и философия).

## Тао в популярната култура
- Kung Fu са популярни американски телевизионни серии от 1970-те, в които има аспекти от таоистката философия.

|  | Тази страница частично или изцяло представлява превод на страницата Tao в Уикипедия на английски. Оригиналният текст, както и този превод, са защитени от Лиценза „Криейтив Комънс – Признание – Споделяне на споделеното“, а за съдържание, създадено преди юни 2009 година – от Лиценза за свободна документация на ГНУ. Прегледайте историята на редакциите на оригиналната страница, както и на преводната страница, за да видите списъка на съавторите. ВАЖНО: Този шаблон се отнася единствено до авторските права върху съдържанието на статията. Добавянето му не отменя изискването да се посочват конкретни източници на твърденията, които да бъдат благонадеждни. |